# Silnice II/438
Silnice II/438 je silnice II. třídy, která vede z Teplic nad Bečvou do Otrokovic. Je dlouhá 41,5 km. Prochází dvěma kraji a třemi okresy.

## Vedení silnice

### Olomoucký kraj, okres Přerov
- Teplice nad Bečvou (křiž. I/35)
- Ústí (křiž. II/439, III/4391)
- Opatovice (křiž. III/4381, III/4384)
- Býškovice (křiž. III/4385, III/4387, III/43724)

### Zlínský kraj, okres Kroměříž
- Vítonice (křiž. III/43811, III/43812)
- Mrlínek
- Bystřice pod Hostýnem (křiž. II/150, peáž s II/150, II/437)
- Bílavsko (křiž. III/43815)
- Hlinsko pod Hostýnem (křiž. III/43816, III/43819)
- Jankovice
- Dobrotice (křiž. II/490, peáž s II/490)
- Holešov (křiž. III/49013, III/43821, III/43822, peáž s II/490)
- Všetuly (křiž. II/490, II/432, III/43824)
- Ludslavice (křiž. III/43825)
- Zahnašovice (křiž. III/43826, III/43827)
- Míškovice (křiž. III/43828, III/43829)

### Zlínský kraj, okres Zlín
- Machová (křiž. III/43834, III/43835)
- Otrokovice (křiž. I/55)